# Adriana Leal da Silva
Adriana Leal da Silva (União, Brasil; 17 de noviembre de 1996), conocida como Adriana o Maga, es una futbolista profesional brasileña. Juega como delantera en el Al-Qadsiah de la Saudi Women's Premier League.Es internacional con la selección de Brasil.

## Trayectoria
Adriana nació en União y jugó para Tiradentes en campeonatos estatales y nacionales. En 2016, fichó con el Rio Preto Esporte Clube de São Paulo. Luego de dos temporadas, fue contratada por el Corinthians, donde se convirtió en una jugadora clave en el Brasileirão Femenino de 2018, derrotando en la final a su ex club Rio Preto 5 a 0.
Con 14 goles en la competición, Adriana fue la máxima goleadora del Corinthians en el torneo y recibió el premio Craque do Brasileirão ese año.

## Selección de Brasil
Debutó con la selección absoluta de Brasil en octubre de 2017, en el Torneo Internacional de Yongchuan celebrado en China, reemplazando a Gabi Zanotti durante el partido contra México, que terminó con una victoria 3-0. Cinco días después, marcó su primer gol con la camiseta canaria en el empate 2-2 con el equipo anfitrión.
Adriana también participó en el Torneo de Naciones 2018, pero quedó fuera de la convocatoria para la Copa América 2018. Fue convocada nuevamente para jugar dos partidos amistosos con Canadá en septiembre de 2018.
Fue convocada a la Copa Mundial Femenina de la FIFA 2019 el 16 de mayo de 2019, pero tuvo que ser sustituida por Luana al día siguiente por una rotura del ligamento cruzado anterior en la rodilla izquierda. La delantera se había lesionado durante un partido del Campeonato Paulista un día antes de la convocatoria.

## Estadísticas

### Clubes
| Club          | País           | Año           |
| ------------- | -------------- | ------------- |
| Flamengo      | Brasil         | 2012-13       |
| Tiradentes    | Brasil         | 2013-15       |
| Rio Preto     | Brasil         | 2016-17       |
| Corinthians   | Brasil         | 2018-23       |
| Orlando Pride | Estados Unidos | 2023-25       |
| Al-Qadsiah    | Arabia Saudita | 2025-presente |

## Palmarés

### Títulos nacionales
| Título               | Club        | País   | Año  |
| -------------------- | ----------- | ------ | ---- |
| Campeonato Paulista  | Rio Preto   | Brasil | 2016 |
| Campeonato Paulista  | Rio Preto   | Brasil | 2017 |
| Brasileirão Femenino | Corinthians | Brasil | 2018 |
| Campeonato Paulista  | Corinthians | Brasil | 2019 |
| Brasileirão Femenino | Corinthians | Brasil | 2020 |
| Campeonato Paulista  | Corinthians | Brasil | 2020 |
| Brasileirão Femenino | Corinthians | Brasil | 2021 |

### Títulos internacionales
| Título                            | Club        | País     | Año  |
| --------------------------------- | ----------- | -------- | ---- |
| Torneo Internacional de Yongchuan | Brasil      | China    | 2017 |
| Copa Libertadores                 | Corinthians | Ecuador  | 2019 |
| Copa América Femenina             | Brasil      | Colombia | 2022 |

(*) Incluyendo la Selección

### Distinciones individuales
| Distinción                                    | Año  |
| --------------------------------------------- | ---- |
| Mejor Jugadora (Premio Craque do Brasileirão) | 2018 |
| Equipo del Año (Premio Craque do Brasileirão) | 2018 |
| Equipo del Año (Premio Craque do Brasileirão) | 2022 |
| Mejor Jugadora (Bola de Prata)                | 2022 |
| Equipo del Año (Bola de Prata)                | 2022 |
| Mejor Once de la Conmebol (IFFHS)             | 2022 |